# Laelia fulvata
Laelia fulvata är en fjärilsart som beskrevs av George Francis Hampson 1910. 
Laelia fulvata ingår i släktet Laelia och familjen tofsspinnare. Inga underarter finns listade i Catalogue of Life.